# Heves (comitaat)

Wapenschild van Heves. De vlag van het comitaat toont dit wapenschild ook, met een dunne gouden rand, op een iets donkerder groene achtergrond.

Heves is een comitaat in het noorden van Hongarije. De hoofdstad is Eger. Het comitaat heeft 301.296 inwoners (2015).

## Geografie
Het comitaat grenst aan de comitaten Pest in het zuidwesten, Nógrád in het noordwesten, Borsod-Abaúj-Zemplén in het noorden en oosten en Jász-Nagykun-Szolnok in het zuiden.
Heves heeft geografisch gezien een divers landschap. De noordelijke helft is bergachtig; het Mátra- en Bükkgebergte zijn de twee hoogste berggebieden van Hongarije en vormen het voorland van de Karpaten. De zuidelijke helft is echter onderdeel van de Grote Hongaarse Laagvlakte. In het uiterste zuidoosten ligt het Tiszameer en de rivier de Tisza. Andere noemenswaardige rivieren zijn de Zagyva, Tarna en de Laskó.
Het hoogste punt van Heves en Hongarije is met 1015 meter de Kékes in het Mátragebergte. Het laagste punt bevindt zich met 86 meter bij Kisköre. De streek staat bekend om zijn ooievaars, wat ook blijkt uit vlag en wapen.
Heves is onderverdeeld in zeven districten (járás): Bélapátfalva, Eger, Füzesabony, Gyöngyös, Hatvan, Heves en Pétervására.

## Steden

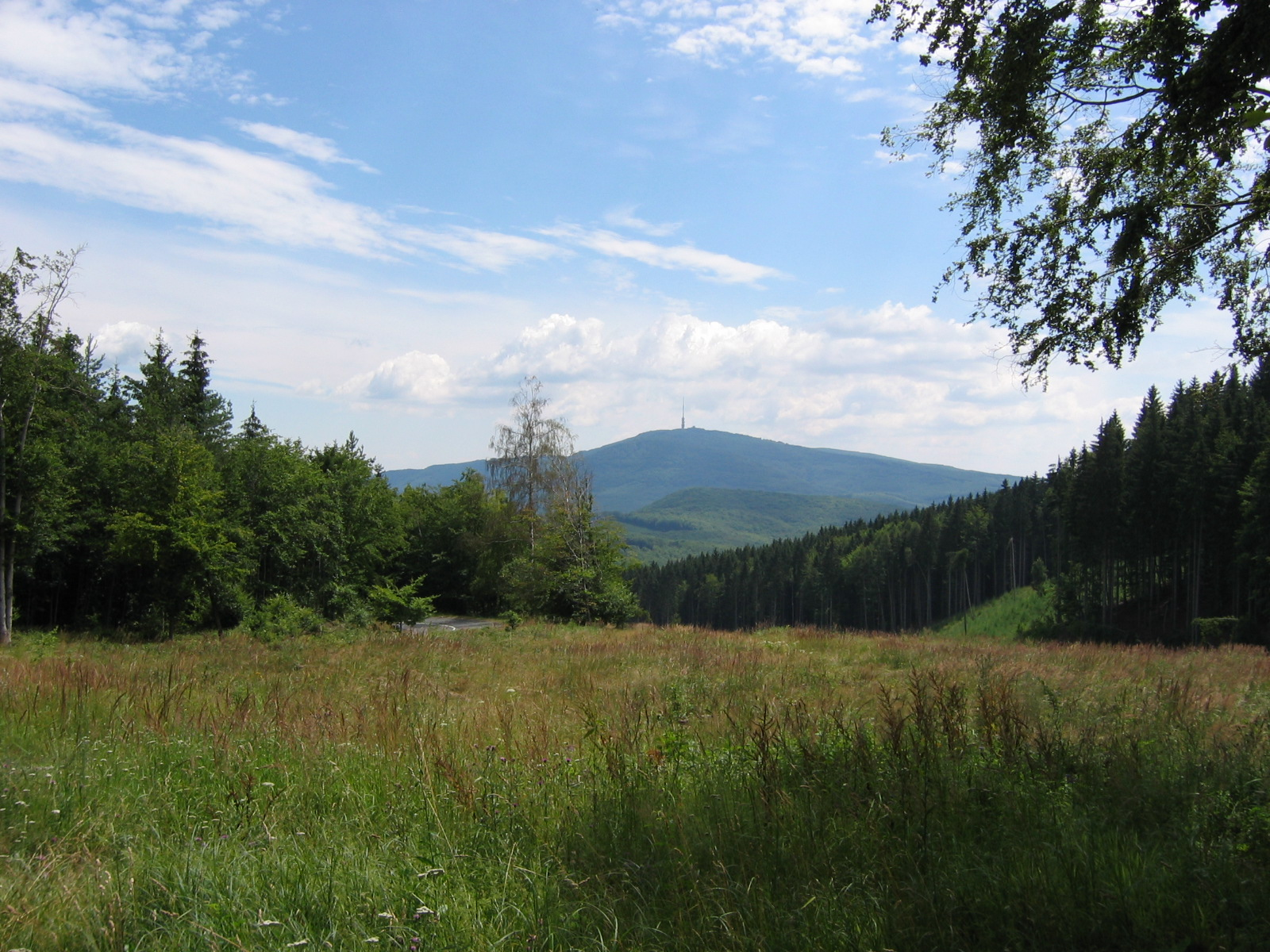
De berg Kékes, in het westen van Heves

Stad met comitaatsrecht:
- Eger (56.569 inwoners) – hoofdstad

Overige steden met inwonertal
- Gyöngyös (31.421)
- Hatvan (20.519)
- Heves (10.753)
- Füzesabony (7.880)
- Lőrinci (5.831)
- Verpelét (3.786)
- Bélapátfalva (3.092)
- Kisköre (2.869)
- Gyöngyöspata (2.586)
- Pétervására (2.326)

Stad met comitaatsrecht (megyei jogú város): Eger

Steden (város): Bélapátfalva · Füzesabony · Gyöngyös · Gyöngyöspata · Hatvan · Heves · Kisköre · Lőrinci · Pétervására · Verpelét

Vlekken (nagyközség): Kál  · Parád  · Recsk

Overige gemeenten (község): Abasár · Adács · Aldebrő · Andornaktálya · Apc · Átány · Atkár · Balaton · Bátor · Bekölce · Besenyőtelek · Boconád · Bodony · Boldog · Bükkszék · Bükkszenterzsébet · Bükkszentmárton · Csány · Demjén · Detk · Domoszló · Dormánd · Ecséd · Egerbakta · Egerbocs · Egercsehi · Egerfarmos · Egerszalók · Egerszólát · Erdőkövesd · Erdőtelek · Erk · Fedémes · Feldebrő · Felsőtárkány · Gyöngyöshalász · Gyöngyösoroszi · Gyöngyössolymos · Gyöngyöstarján · Halmajugra · Heréd · Hevesaranyos · Hevesvezekény · Hort · Istenmezeje · Ivád · Kápolna · Karácsond · Kerecsend · Kisfüzes · Kisnána · Kömlő · Kompolt · Ludas · Maklár · Markaz · Mátraballa · Mátraderecske · Mátraszentimre · Mezőszemere · Mezőtárkány · Mikófalva · Mónosbél · Nagyfüged · Nagykökényes · Nagyréde · Nagytálya · Nagyút · Nagyvisnyó · Noszvaj · Novaj · Ostoros · Parádsasvár · Pély · Petőfibánya · Poroszló · Rózsaszentmárton · Sarud · Sirok · Szajla · Szarvaskő · Szentdomonkos · Szihalom · Szilvásvárad · Szúcs · Szűcsi · Tarnabod · Tarnalelesz · Tarnaméra · Tarnaörs · Tarnaszentmária · Tarnaszentmiklós · Tarnazsadány · Tenk · Terpes · Tiszanána · Tófalu · Újlőrincfalva · Vámosgyörk · Váraszó · Vécs · Visonta · Visznek · Zagyvaszántó · Zaránk